# فيلهلم كارلسبرغ
فيلهلم كارلسبرغ (Vilhelm Carlberg) هو لاعب أولمبي لرياضة الرماية من السويد. شارك في الأولمبياد الصيفي في 1908–1924، وفاز بما مجموعه 7 ميداليات.

## الميداليات
| ذهب | فضة | برونز | المجموع |
| 3   | 4   | 0     | 7       |

## روابط خارجية
- فيلهلم كارلسبرغ على موقع الاتحاد الدولي (الإنجليزية)
- فيلهلم كارلسبرغ على موقع أوليمبيديا (الإنجليزية)
- فيلهلم كارلسبرغ على موقع اللجنة الأولمبية السويدية (السويدية)